# Ateneu Instructiu
L'Ateneu Instructiu és una escola privada-concertada de Sant Joan Despí (Baix Llobregat) que va començar a funcionar l'any 1882 quan un grup de pares de la població van veure la necessitat de crear una escola per educar els seus fills.
El que va començar com una classe on hi havia alumnes de diverses edats, s'ha convertit al cap de 125 anys en una escola de dues línies on hi ha nens i nenes des de P3 fins a segon de Batxillerat. Durant el curs 2006-2007, l'escola va celebrar el seu 125è aniversari.